# Zweiter Clemensbrief
Der Zweite Clemensbrief ist ein Schriftzeugnis des frühen Christentums. Die Bezeichnung als Brief ist irreführend, der Text ist „eher eine Vorlage zu einer vorgelesenen Predigt“, denn er ist nicht adressiert und schließt mit einem „Amen“.

## Datierung und Autor
Der zweite Clemensbrief ist unter anderem von Interesse, da er eine Reihe von Zitaten frühchristlicher Texte enthält, die sonst unbekannt sind. Er zitiert verschiedene Schriftstellen aus dem Neuen Testament (Evangelien, Paulusbriefe), aber anscheinend auch den 1. Clemensbrief. Beispielsweise stammen (nach Clemens von Alexandria) einige der Zitate im 12. Kapitel aus dem apokryphen und verschollenen griechischen Ägypterevangelium. Der Brief muss also entstanden sein, bevor die vier kanonischen Evangelien allgemein als einzige Evangelien anerkannt waren.
Die Datierung wird mittels indirekter Hinweise vorgenommen, da der Text keine Referenzen zu historisch datierbaren Ereignissen enthält. Die im Brief behandelten Fragestellungen gelten als Theologie der Mitte des zweiten Jahrhunderts, bevor gnostische Strömungen in der Kirche auftraten. Dementsprechend wird eine Entstehung des Briefes in den Jahren 120–170 n. Chr. angenommen. „Da weder Paulus noch schriftliche Evangelien bekannt sind“, halten Berger/Nord „eine Datierung um 75 n.Chr. für möglich.“
Der Autor des Briefes ist unbekannt. Die Bezeichnung „Zweiter Clemensbrief“ mag daher stammen, dass die kirchliche Tradition Clemens von Rom zwei Briefe zuschrieb. Abgesehen davon, dass der Text keine Hinweise auf einen Autor enthält, wird heute auch aufgrund des vom als echt angesehenen 1. Clemensbrief abweichenden Schreibstils eine Autorschaft des Clemens ausgeschlossen. Ebenso ist der Entstehungsort unbekannt.

## Inhalt
Im Zentrum steht die Mahnung zur Umkehr. Sie wird des Öftern wiederholt.

## Kritik
Der Text ist in zwei wichtigen griechischen Manuskripten (Codex Hierosolymitanus, Codex Alexandrinus) überliefert, in denen er direkt auf den ersten Clemensbrief folgt. Daneben gibt es eine syrische Quelle. Eusebius von Caesarea ist der erste, der das Schreiben in seiner „Kirchengeschichte“ erwähnt. Er hält ihn für „weniger wichtig als den ersten Clemensbrief“, da er von den Kirchenvätern nicht benutzt (d. h. zitiert) werde.